# Rhinecanthus aculeatus
 Rhinecanthus aculeatus és un peix teleosti de la família dels balístids i de l'ordre dels tetraodontiformes.

## Morfologia
Pot arribar als 30 cm de llargària total.

## Distribució geogràfica
Es troba des de les costes del Mar Roig fins a Sud-àfrica, Hawaii, Illes Marqueses, Tuamotu i Japó. També a l'Atlàntic oriental (des del Senegal fins a Sud-àfrica).

## Galeria

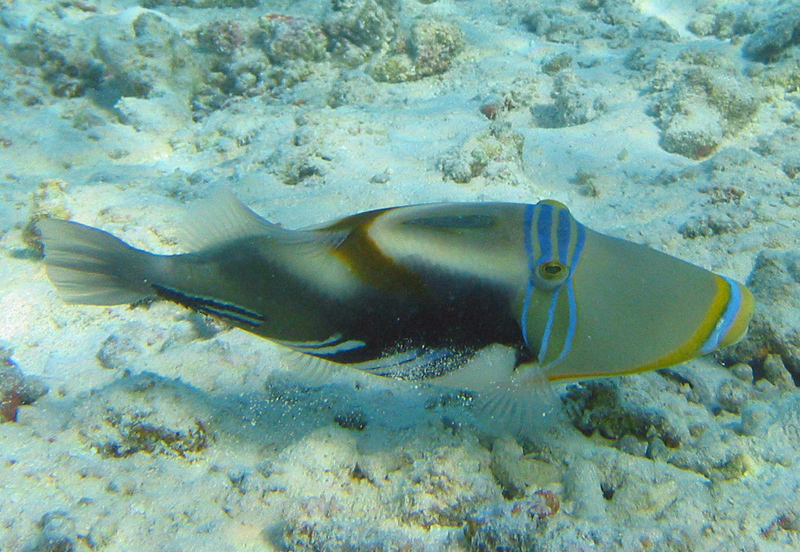
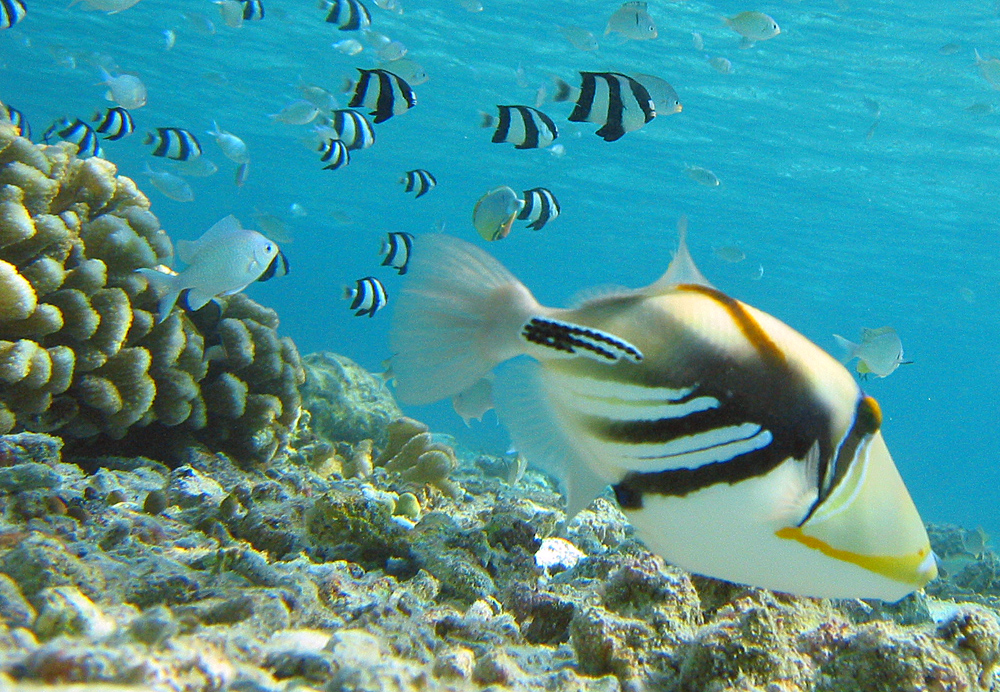
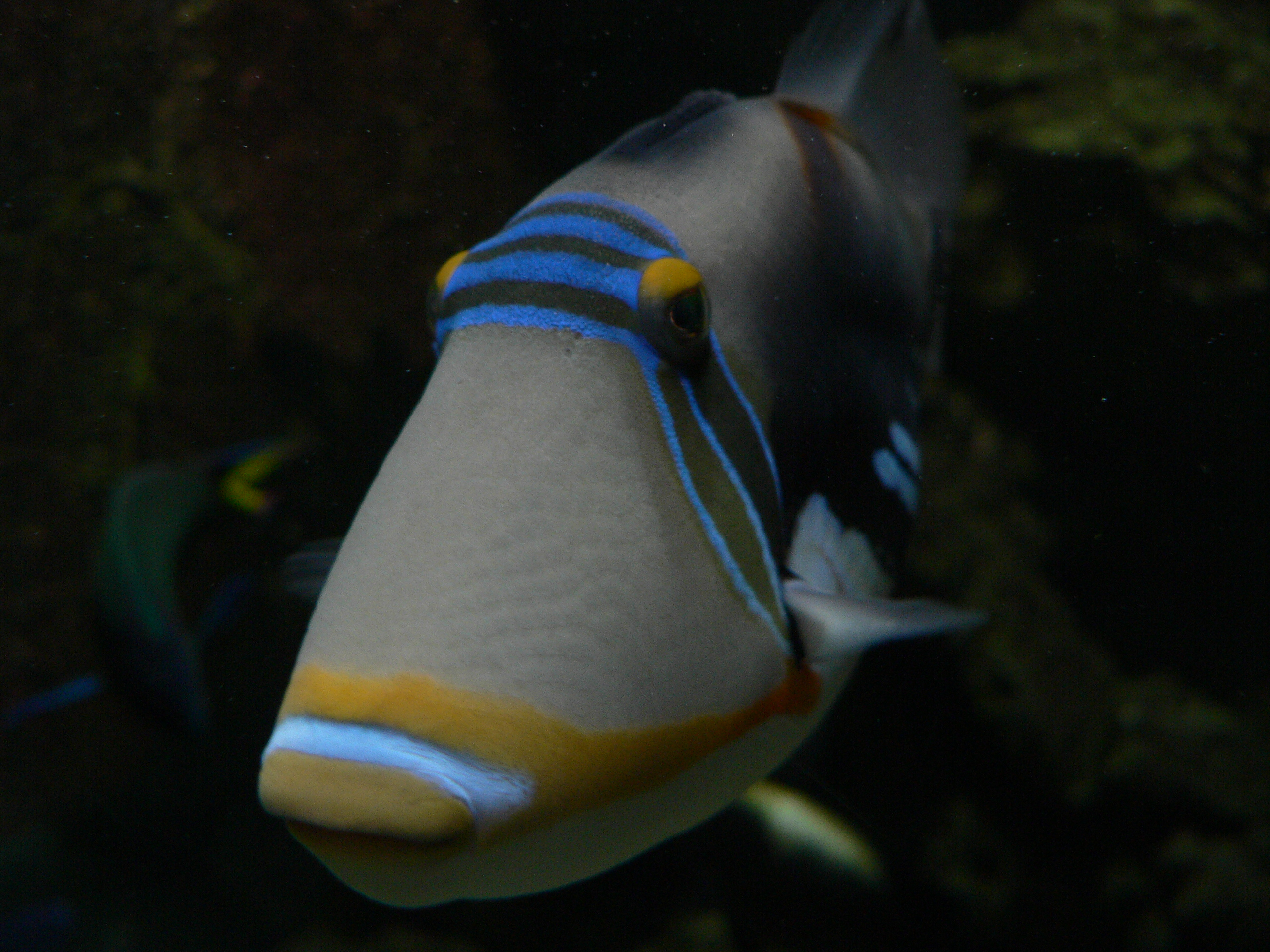
Espècimen d'aquari.